# King Charles III Coronation Medal
Die King Charles III Coronation Medal ist eine Gedenkmedaille, die anlässlich der Krönung von Charles III. und Queen Camilla am 6. Mai 2023 verliehen wurde.

## Gestaltung
Die Medaillen bestehen aus Neusilber. Die Vorderseite zeigt ein gekröntes Bildnis des Königs und der Königin, die nach links blicken.
Die Rückseite zeigt das Königliche Monogramm (Royal Cypher) CIIIR, überragt von der Tudorkrone, einem Lorbeerkranz und dem Datum der Krönung, dem 6. Mai 2023.

Martin Jennings (mit einer Münze mit einer gekrönten Version seines Bildes von Charles III.)

Die Medaillen wurden vom Worcestershire Medal Service herausgegeben. Das Bildnis auf der Vorderseite wurde von Martin Jennings modelliert. Die Rückseite wurde von Phil McDermott vom Worcestershire Medal Service entworfen.

## Verleihungspraxis
Die Medaille wurde im Vereinigten Königreich an folgende Personen verliehen:
- Personen, die aktiv zu den offiziellen Krönungsveranstaltungen in der Westminster Abbey und Prozessionen sowie anderen offiziell anerkannten zeremoniellen Veranstaltungen im Rahmen der Krönung beigetragen haben (Polizei, Rettungsdienst, Notdienste, Mitglieder der Kirchenchöre).

- Angehörige des Militärs, die am 6. Mai 2023 fünf volle Kalenderjahre Dienst geleistet haben, oder im Laufe des Jahres 2023 an den Krönungsfeierlichkeiten als Militärangehörige teilgenommen haben.

- Einsatzkräfte, die im bezahlten, festangestellten oder ehrenamtlichen Dienst waren, sich im Rahmen ihrer Dienstes mit Notfällen befassten und am 6. Mai 2023 fünf volle Kalenderjahre im Dienst waren.

- Öffentlich angestelltes Personal des Strafvollzugswesens, das am 6. Mai 2023 fünf volle Kalenderjahre im Dienst war.

- Lebende Personen, die mit dem George Cross oder dem Victoria Cross ausgezeichnet worden waren.

Insgesamt wurden mehr als 400 000 Medaillen verliehen.